# 香港文學館有限公司
香港文學館有限公司（或稱香港文學生活館）是一個香港的文學推廣團體。香港文學生活館自 2013 年成立由一群香港作家、學者、文化人、藝術家、媒體人組成，每年舉辦與文學及閱讀相關的活動、課程、展覽。

## 外部連結
- 香港文學館有限公司網站 （页面存档备份，存于）